# Arcturian
Albums de Arcturus
Sideshow Symphonies
(2005)
Arcturian est le cinquième album studio du groupe Arcturus, sorti le 8 mai 2015 sous le label Prophecy Productions, soit 10 ans après Sideshow Symphonies.
Exception faite de l'absence de Tore Moren, le line-up principal est resté le même.

## Musiciens
- ICS Vortex - chant
- Knut Magne Valle, aka "Møllarn" - Guitare
- Hugh Steven James Mingay, aka "Skoll" - Basse
- Steinar Sverd Johnsen - Claviers
- Hellhammer - Batterie

### Musiciens de session
- Atle Pakusch Gundersen : Gong sur les titres Crashland et Bane
- Twistex : Sons divers sur les titres The Arcturian Sign, Crashland et Warp ; basse sur Demon et The Journey ; synthétiseur sur Demon
- Sebastian Grouchot : Violon

## Liste des morceaux
| No  | Titre              | Durée |
| --- | ------------------ | ----- |
| 1.  | The Arcturian Sign | 5:08  |
| 2.  | Crashland          | 4:08  |
| 3.  | Angst              | 4:26  |
| 4.  | Warp               | 3:51  |
| 5.  | Game Over          | 5:57  |
| 6.  | Demon              | 3:27  |
| 7.  | Pale               | 5:10  |
| 8.  | The Journey        | 4:14  |
| 9.  | Archer             | 5:36  |
| 10. | Bane               | 5:50  |